# Wang Li (Xin)

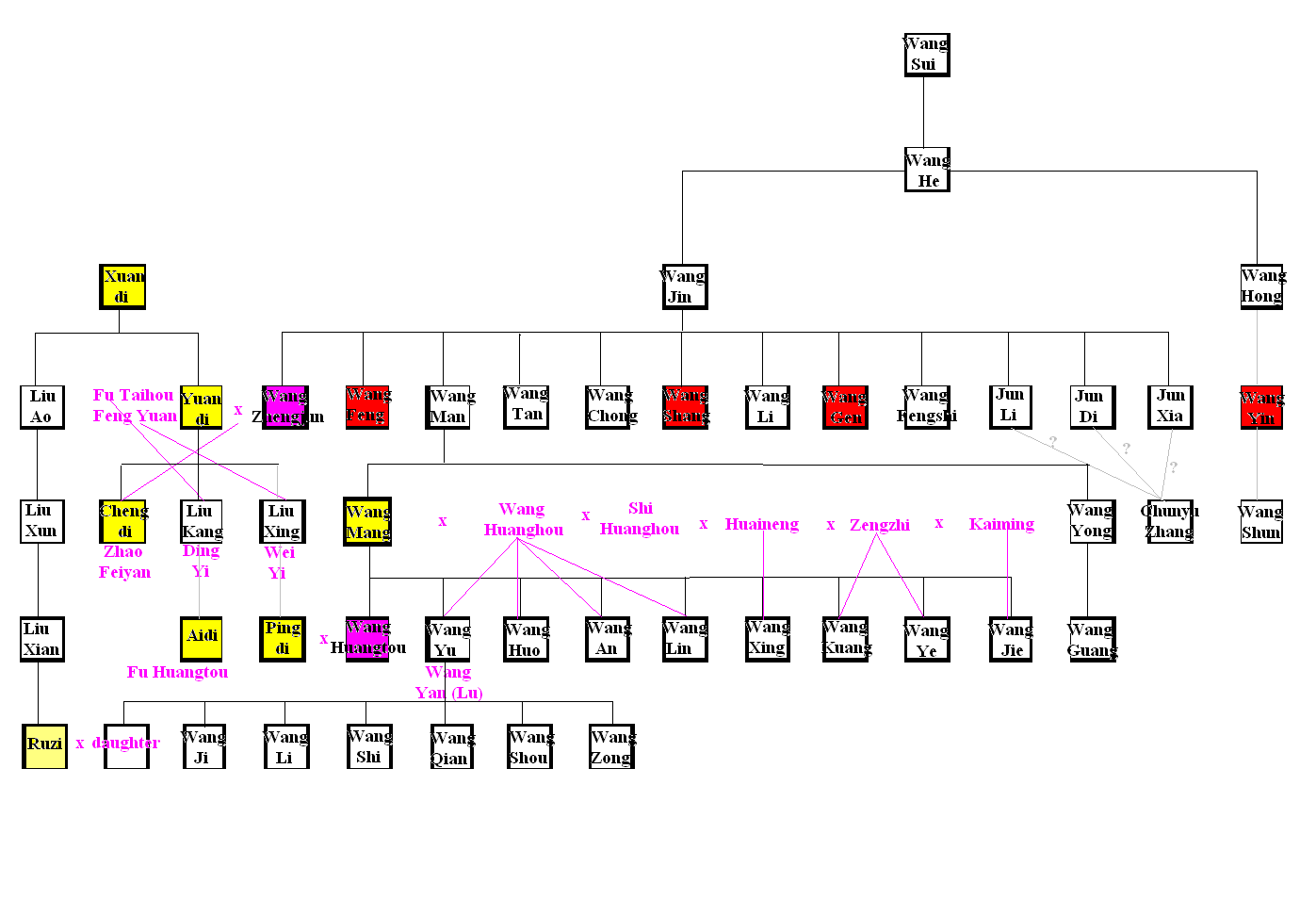
Stamboom van de familie Wang

Wang Li (†3 of 4 na Chr.) was een hoge Chinese functionaris uit de eerste eeuw v.Chr. Hij behoorde tot de familie van keizer Wang Mang. Hij was de zesde zoon van Wang Jin en oom van zowel keizer Cheng als van Wang Mang. Met steun van zijn halfzus, keizerin-weduwe Wang Zhengjun werd hij in 32 vrijwel onmiddellijk na de troonsbestijging van haar zoon, keizer Chen tegelijk met vier andere (half)broers (Wang Tan, Wang Shang, Wang Gen, en Wang Fengshi) in de adelstand verheven. Zij stonden bekend als de 'vijf markiezen' (五侯, wu hou). In 27 ontving hij de titel 'markies van Hongyang' (Hongyang hou, 紅陽侯), met de bijbehorende landgoederen.
Toen zijn broer Wang Shang in 15 werd benoemd tot opperbevelhebber (Da Sima, 大司馬), nam Wang Li diens functie als verantwoordelijke functionaris voor de bewaking van de stadspoorten over. Tegen de verwachting in werd hij niet benoemd tot opvolger van Wang Shang, toen die in 12 overleed. Wang Li had enkele jaren daarvoor op een als onterecht beoordeelde wijze een grote winst behaald bij de ontginning van woeste gronden. Tevens was hij beschuldigd van het verlenen van onderdak aan wat deserteurs en criminelen werden genoemd en wist slechts door geluk te ontsnappen aan de doodstraf. Door dit alles werd hij ongeschikt bevonden voor de functie van opperbevelhebber.
De machtige positie van de familie Wang werd bestreden door kanselier Zhai Fangjin (翟方進, in functie 15-7 v.Chr.). In 8 lukte het hem om Wang Li uit de hoofdstad verwijderd te krijgen. Hij moest zich terugtrekken op zijn leengoed Hongyang en kon pas weer terugkeren nadat Ai keizer was geworden.
Na het overlijden van Aidi in 1 v.Chr. herstelde keizerin-weduwe Wang Zhengjun de machtspositie van de Wang-clan door Wang Mang onmiddellijk te benoemen tot Da Sima. Op dat moment was Wang Li de enige nog levende (half)broer van de keizerin-weduwe. Hij had daardoor onafhankelijk van Wang Mang toegang tot haar. Om dit te verhinderen en zo de keizerin-weduwe verder te isoleren, werd Wang Li in 1 v.Chr. door Wang Mang in verband gebracht met het conflict dat hij had met zijn neef Chunyu Zhang (淳于長) in 8 v.Chr. Zo zou Wang Rong, een zoon van Wang Li, namens Chunyu Zhang dure geschenken aan hem hebben overhandigd in de hoop dat Wang Li zou pleiten in zijn voordeel bij zijn conflict met Wang Mang. Verder werd Wang Li beschuldigd van omkoping. Net als Wang Ren en Wang Hong werd ook hij weggestuurd uit de hoofdstad. Tijdens zijn verbanning naar zijn leengoed bleef hij vriendschappelijke banden onderhouden met de Liu-clan (de clan van de Han-keizers). In 3 of 4 na Chr. pleegde Wang Li zelfmoord. Zijn zoon Wang Zhu volgde hem op als (tweede) markies van Hongyang. Zijn jongere (of jongste?) zoon, Wang Dan was gouverneur van Zhongshan.